# Miss America
(il motto di Miss America)

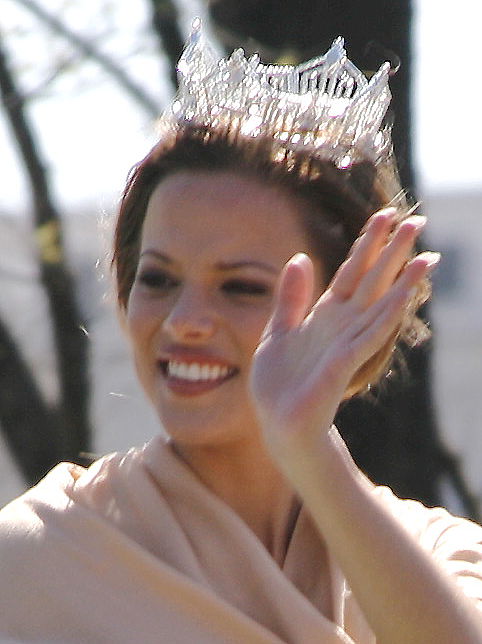
La Miss America 2009 Katie Stam, già Miss Indiana 2008.

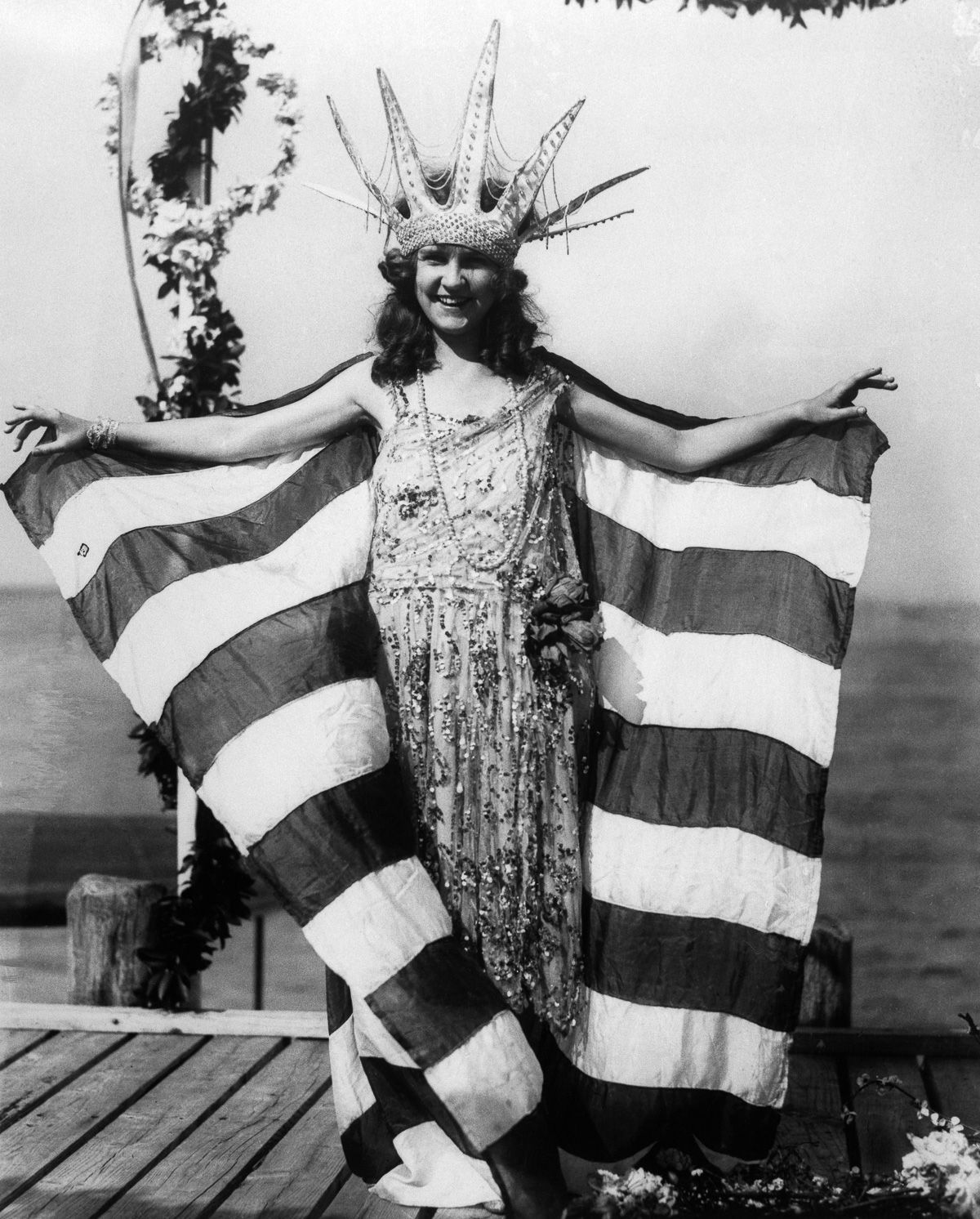
Margaret Gorman, la prima storica Miss America (1921)

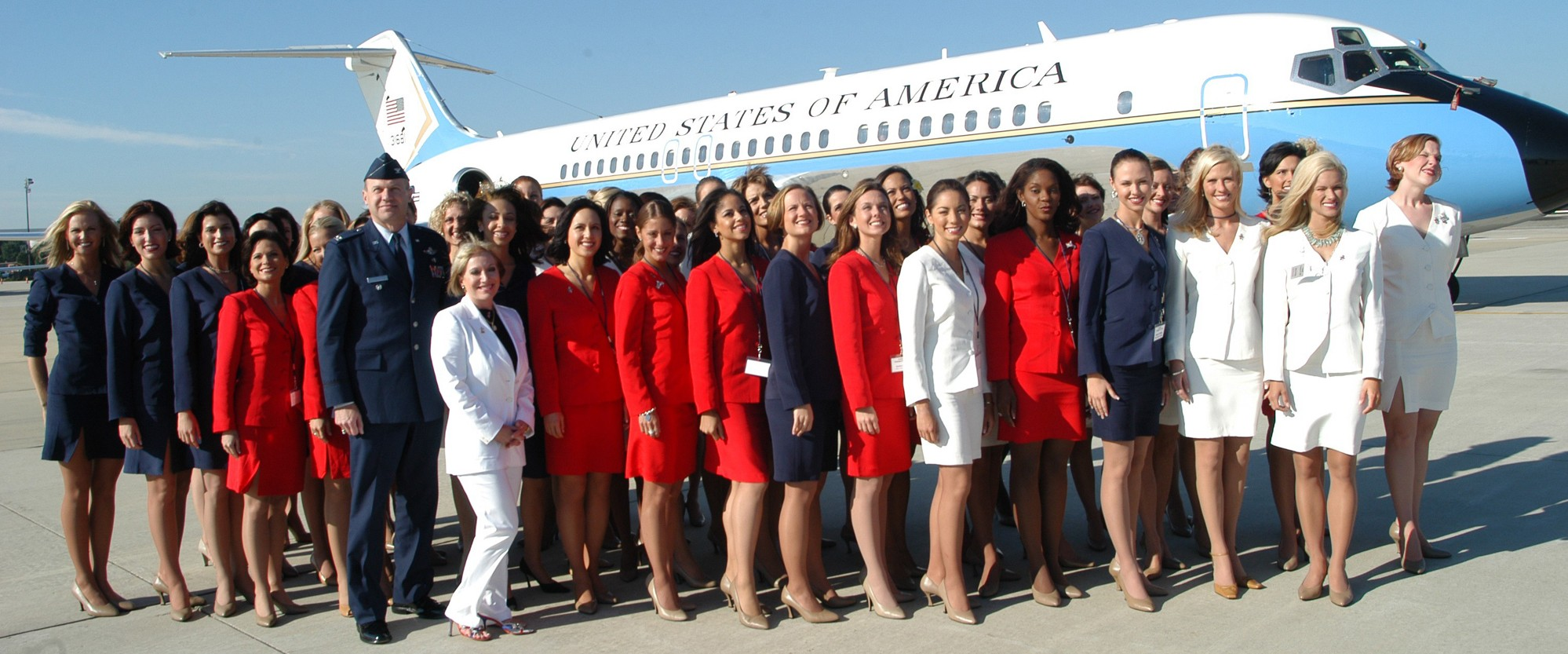
Le concorrenti di Miss America visitano la Andrews Air Force Base dell'Aeronautica militare degli Stati Uniti nel 2003

La parata di Miss America è una competizione di lunga data che premia con borse di studio giovani donne provenienti dai cinquanta Stati e da due dei quattro territori degli Stati Uniti d'America. La vincitrice del primo premio è investita del titolo di "Miss America" per un intero anno.

## Origini
La parata nacque come concorso di bellezza nel 1921, gli organizzatori preferiscono però evitare l'uso di questo termine, almeno da quando le sfilate in costume da bagno ed in abito da sera influiscono, complessivamente, soltanto per il trentacinque per cento sul totale dei punti impiegati per giudicare le concorrenti.
La prima parata si svolse ad Atlantic City, nel Nuovo Jersey, e le successive si sono sempre tenute in questa città nel settembre di ogni anno fino al 2004 (fa eccezione il 2000, quando fu celebrata il 14 ottobre).

## Attualità

### Miss America 2006
Nel gennaio 2006 il concorso fu trasferito a Las Vegas, nel Nevada.

### La "filosofia" della manifestazione
Il programma ufficiale del concorso si racchiude nella frase:
Il concorso, infatti, si presenta come una "scuola" ed i premi principali per la vincitrice e le immediate "inseguititrici" consistono in borse di studio per gli istituti di loro scelta.
Il progetto borse di studio di Miss America, con la sua struttura federale, statale e locale, è il più grande programma al mondo di sostegno economico allo studio delle giovani donne(): ogni anno assegna oltre 45 milioni di dollari in contanti e borse di studio.
Dato che la maggior parte delle concorrenti ha già conseguito la laurea presso un college, o è in procinto di conseguirla, molte di loro utilizzano il premio in denaro per frequentare una scuola di specializzazione o una scuola professionale ovvero per saldare i debiti contratti con gli studi già effettuati.
Di solito, il premio è sufficiente ad affrontare interamente gli studi anche quando si limita alla fase locale o statale del concorso.

### Miss America 2007

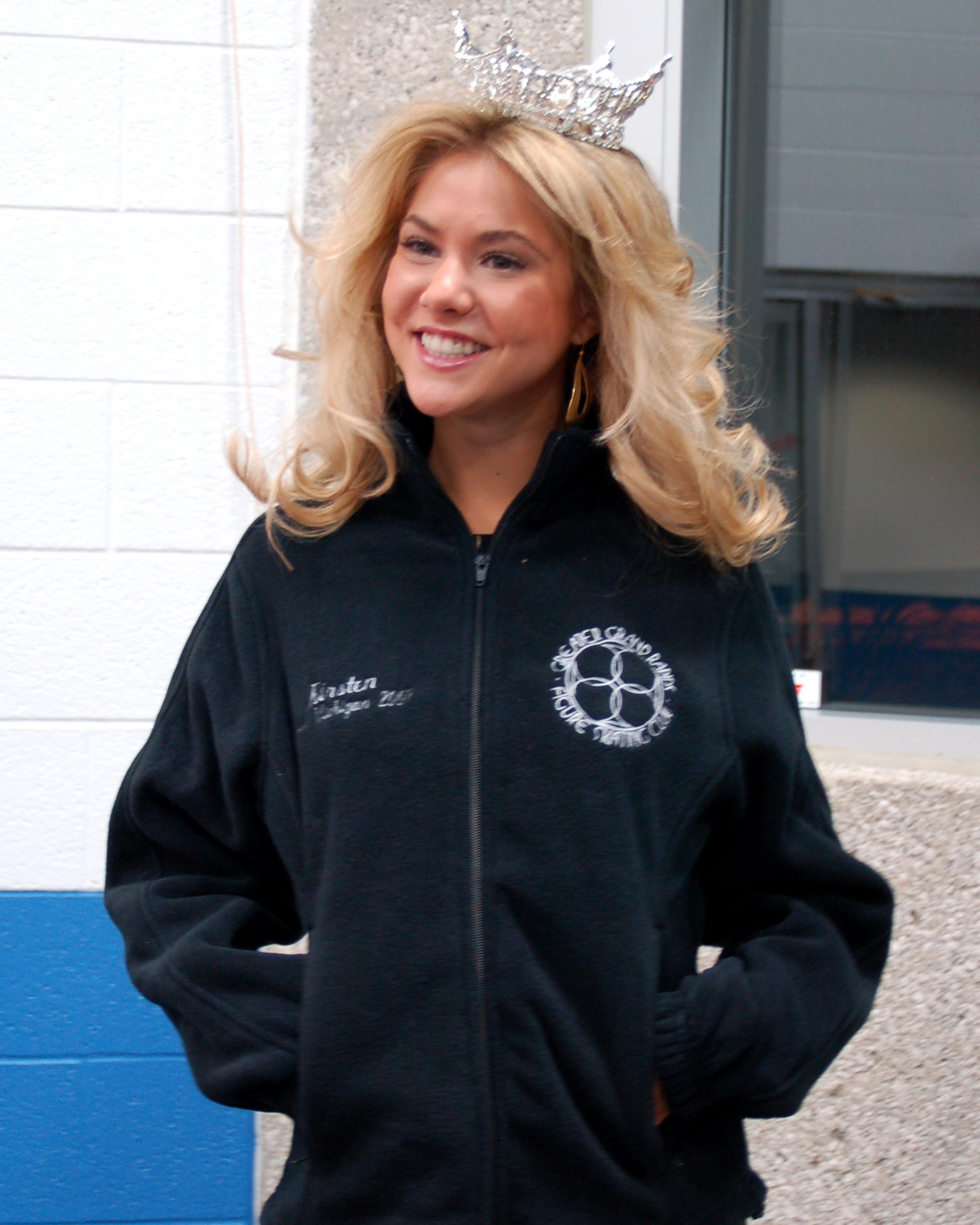
La Miss America 2008 Kirsten Haglund, già Miss Michigan 2007.

Miss America 2007 si è svolta all'Aladdin Resort and Casino (oggi rinominato Planet Hollywood Resort and Casino)  il 29 gennaio:  un lunedì.
È la prima volta che la parata non si svolge nel tradizionale "sabato sera".
Il 30 marzo 2007, l'emittente televisiva Country Music Television ha annunciato che non si farà più carico della "copertura televisiva" della manifestazione.

### 2008: torna il sabato sera
L'organizzazione è stata per alcuni mesi in cerca di un nuovo canale televisivo per la trasmissione della parata fino all'accordo con l'emittente TLC, che ha segnato anche il ritorno del sabato come serata conclusiva della manifestazione.
La parata e la trasmissione in diretta, che hanno segnato l'incoronazione di Kirsten Haglund, hanno avuto luogo sabato 26 gennaio 2008.

## Struttura della competizione

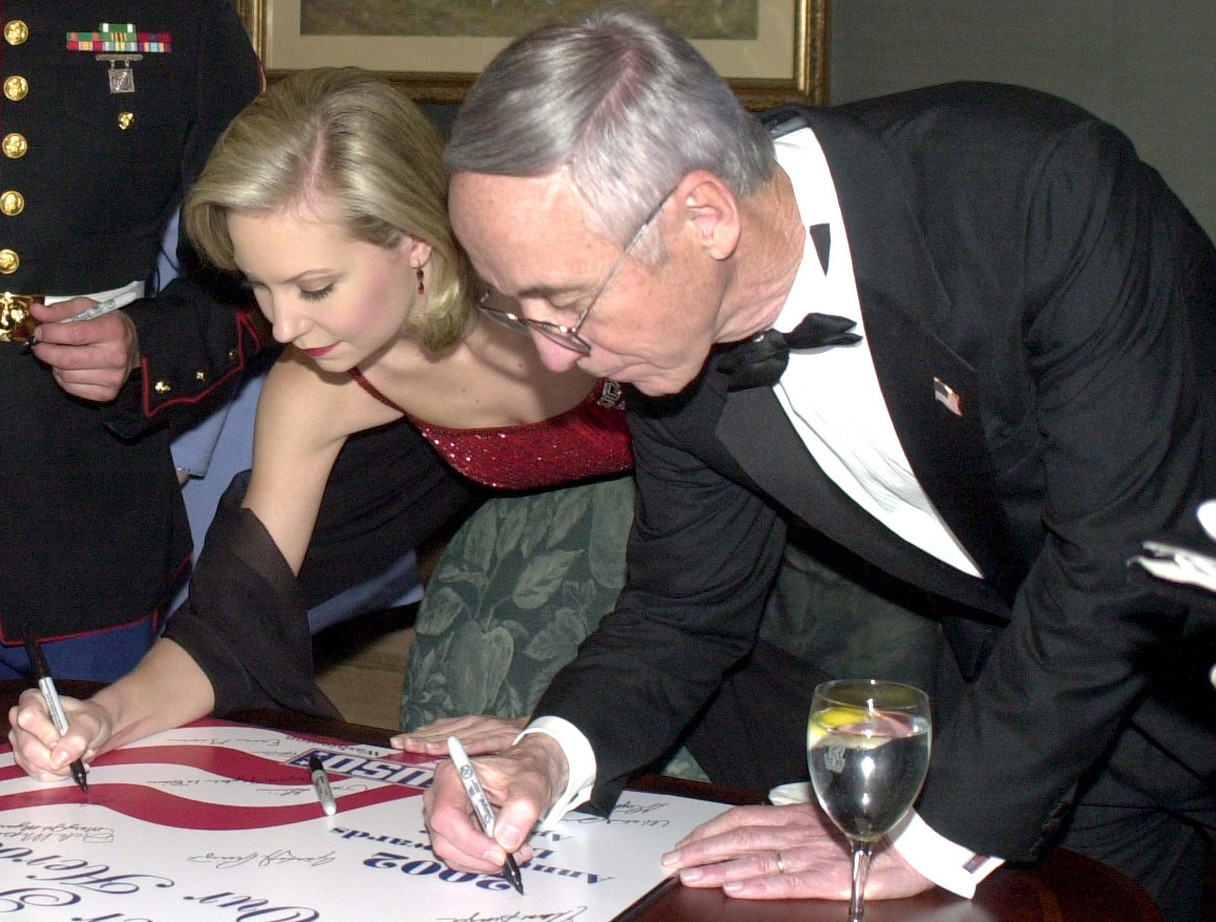
Miss America 2002, Katie Harman, firma un manifesto dell'USO, nel quale ha prestato il suo servizio sociale

Miss America è collegata con una molteplicità di programmi minori in tutti gli Stati Uniti.
Singoli concorsi selezionano, a livello locale (città o contea), le proprie rappresentanti (come, ad esempio: "Miss Mobile") che vengono inviate a partecipare alle parate statali (nel caso dell'esempio: "Miss Alabama"). Le vincitrici delle varie parate statali (e delle parate di "Miss Distretto di Columbia" e "Miss Isole Vergini Americane") competono per il titolo di "Miss America" al concorso nazionale annuale. Miss Isole Vergini ha partecipato per la prima volta nel 2004. Agli anni dieci del ventesimo secolo non è prevista l'elezione di una "Miss Porto Rico" o di una "Miss Guam" che sia valida per la competizione nazionale.

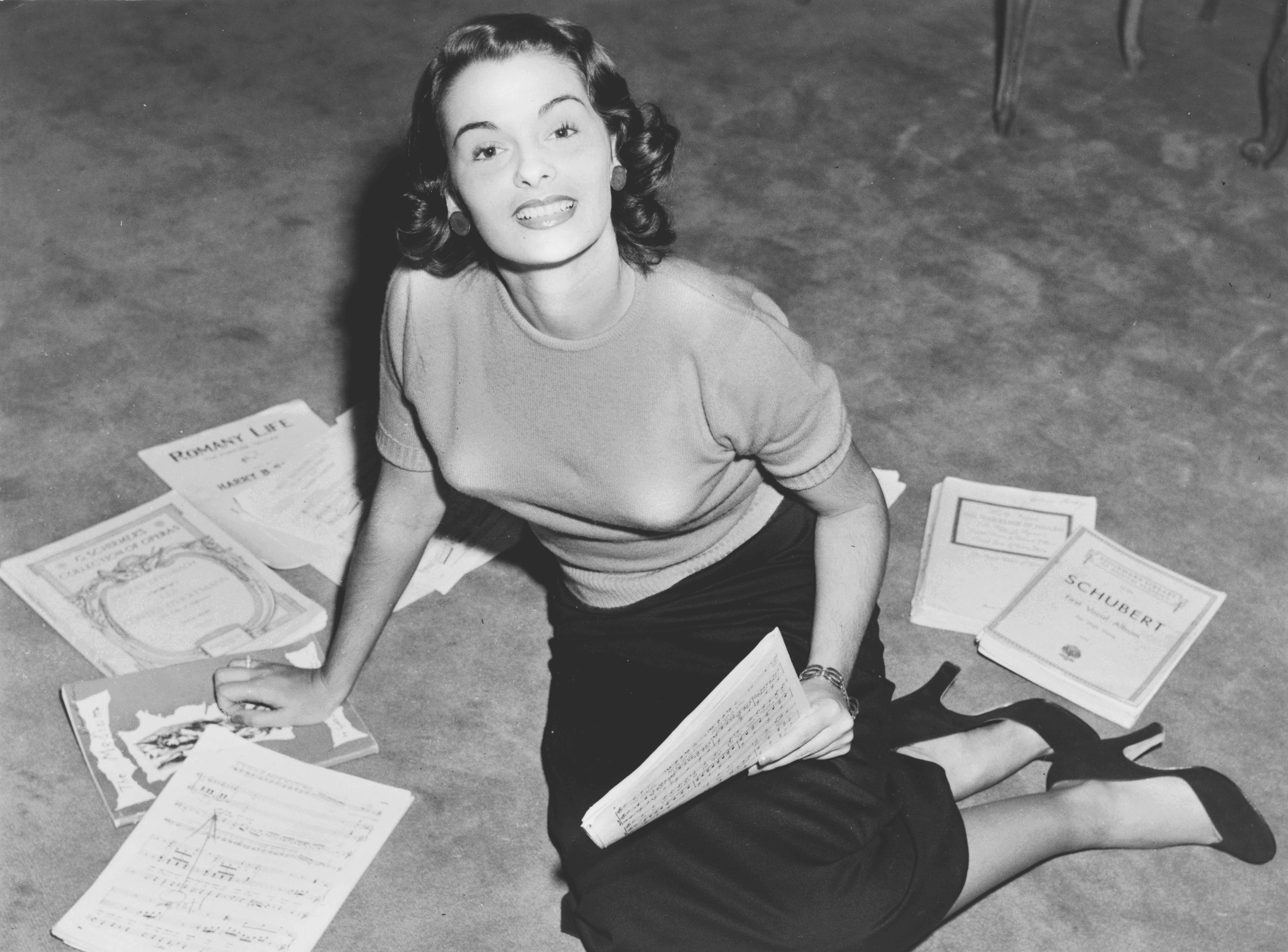
Yolande Betbeze, Miss America 1951

### Le gare
Le aspiranti al titolo di Miss America e ai vari titoli statali e locali sono selezionate da cinque distinte giurie per altrettante gare.
Le competizioni sono: L'Intervista Privata; Talento; Stile di vita & Forma fisica in costume da bagno; Abito da sera e La domanda sul palco.

#### 1: L'Intervista Privata
Nella parte di competizione riservata all'Intervista Privata ogni concorrente conversa con i giudici su una varietà di argomenti, da quelli frivoli alle più serie questioni politiche e sociali. La concorrente riceve un punteggio sulla base della bontà dell'eloquio, della cultura personale, della ricchezza lessicale e della padronanza di sé. Questa competizione è meno nota delle altre al grande pubblico poiché, a differenza delle altre quattro, non si svolge sul palco di un teatro e non è generalmente trasmessa dalla televisione. L'Intervista Privata incide per il 25 per cento sul punteggio totale della candidata.

#### 2: Talento
Nella prova dedicata al Talento la concorrente si esibisce sul palco davanti ai giudici e ad un pubblico. I talenti più comuni sono cantare o ballare, anche se le candidate hanno molte altre possibilità di scelta. Alcune si sono cimentate in giochi d'abilità, altre nel suono di strumenti musicali, altre ancora in ventriloquismo, pittura estemporanea o nel proprio originale modo di preparare una valigia. La prova Talento incide per il 35 per cento sul punteggio totale della candidata.

#### 3: Stile di vita & Forma fisica in costume da bagno
Nella prova Costume da bagno la candidata sfila sul palco in costume e tacchi alti. Il concorso Miss America fissa dei criteri minimi di decoro ai quali il costume da bagno dev'essere conformato. Il giudizio, in questa parte di competizione, verte sulla forma fisica, sul portamento e sulla postura. Fino ad anni recenti, le concorrenti erano obbligate ad indossare identici costumi interi classici. Da poco, l'organizzazione concede alle concorrenti la possibilità di scegliere dei meno coprenti costumi a due pezzi, bikini ovvero costumi interi più alla moda. Nel 1996, il concorso indisse un televoto per chiedere al pubblico se desiderasse che la prova Costume dovesse continuare o no. L'87 per cento dei "televotanti" si espresse a favore del mantenimento. L'influenza della prova Costume sul punteggio dell'aspirante Miss è del 15 per cento.

#### 4: Abito da sera
Nella prova Abito da sera,  la concorrente è giudicata per il modo con il quale indossa l'abito e sfila attorno al palco.  La prova Abito da sera vale 20 punti su cento.

#### 5: La domanda sul palco
Durante la prova Abito da sera, alla concorrente è posta una domanda a caso, tratta da una lista predeterminata, alla quale deve rispondere sul palco senza aver avuto la possibilità di prepararsi. Le domande vertono sull'attualità e generalmente riguardano i grandi avvenimenti in corso nel mondo. La prova Domanda valuta l'interesse con il quale la candidata segue la grande cronaca e la sua capacità di farsi un'opinione dei principali fatti. La Domanda sul palco modifica il punteggio totale per il 5 per cento.
Una sezione sull'abbigliamento quotidiano fu introdotta nella Miss America del 2003 e fu in seguito mutuata da diversi concorsi collegati a livello statale e locale mentre dal 2006 è stata abolita e non risulta in uso a nessun livello della competizione.

### Il requisito dell'"impegno sociale"
Una forma d'impegno sociale divenne un requisito delle concorrenti di Miss America, a partire dalla parata del 1989. Programmi promossi dalle ex Miss America hanno riguardato la ricerca e la prevenzione dell'aids, la ricerca sul diabete, oltre a campagne per i veterani senza tetto, contro la violenza domestica, per incoraggiare gli adolescenti al volontariato, e per aiutare i pazienti affetti da cancro in fase terminale.

## Le vincitrici

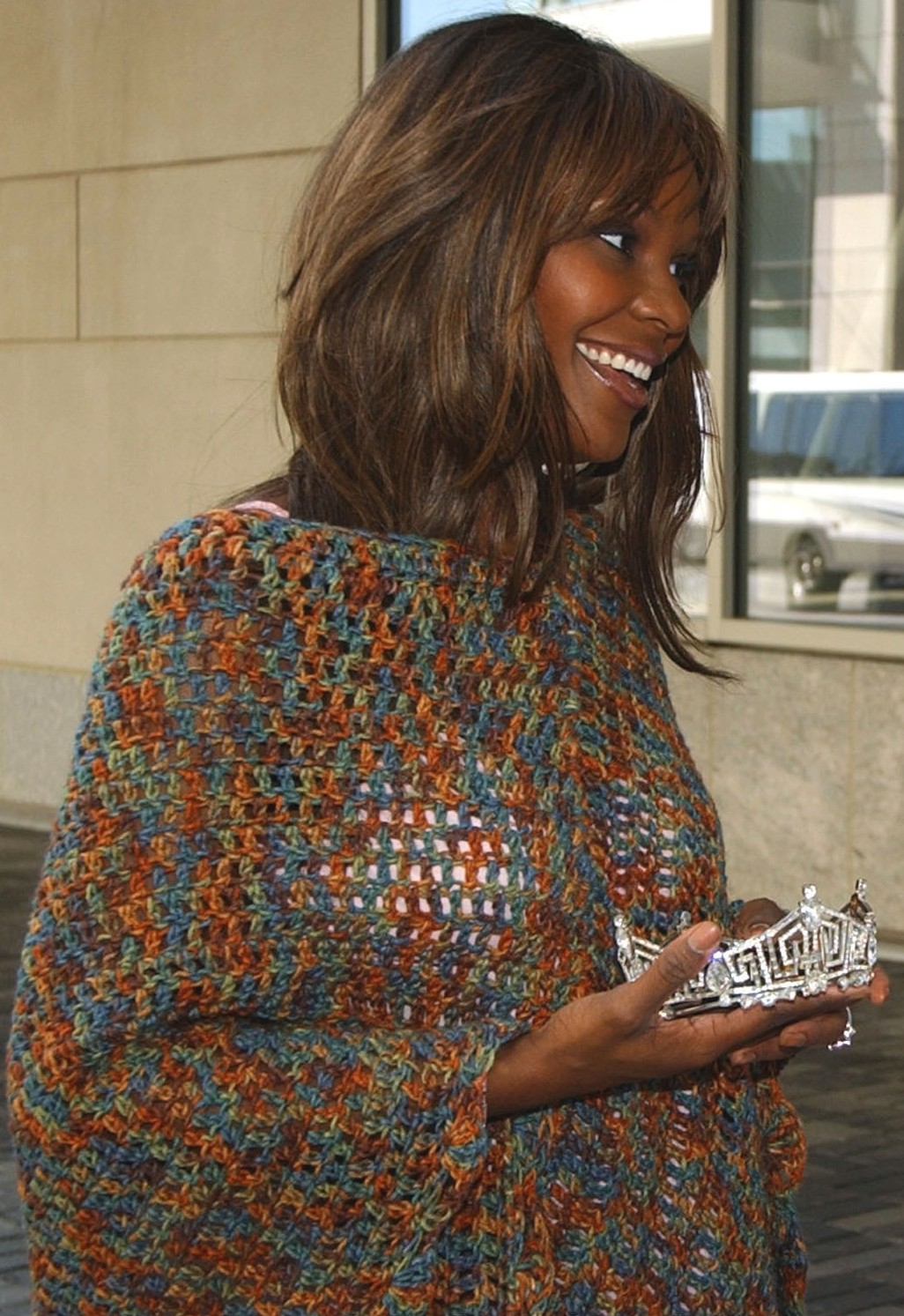
Ericka Dunlap tiene in mano la corona di Miss America che ha conquistato nel 2004

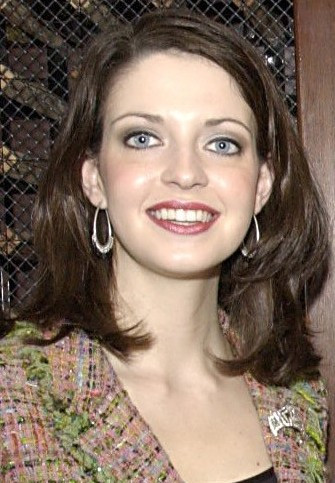
Miss America 2005 Deidre Downs

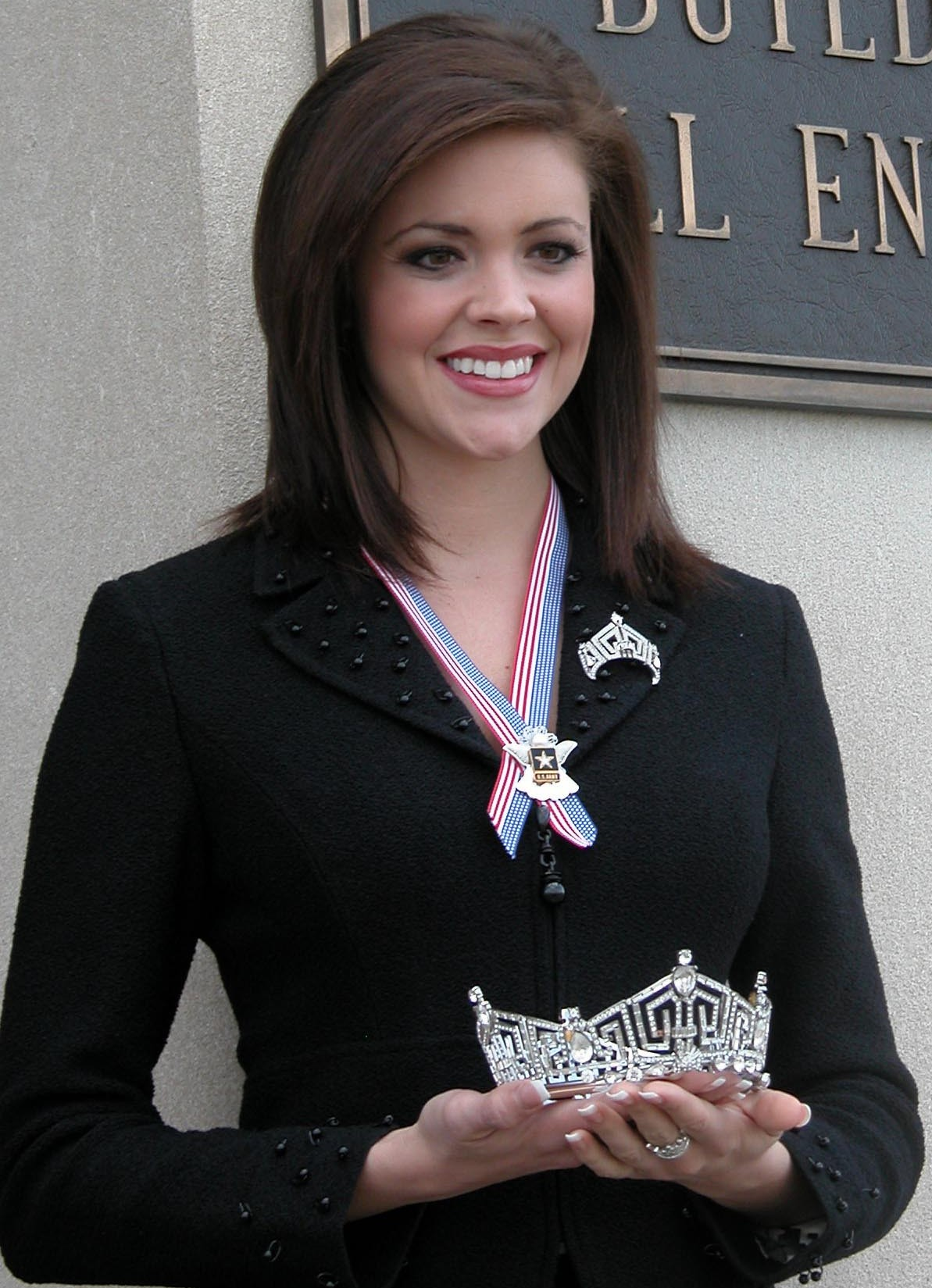
Miss America 2006 Jennifer Berry

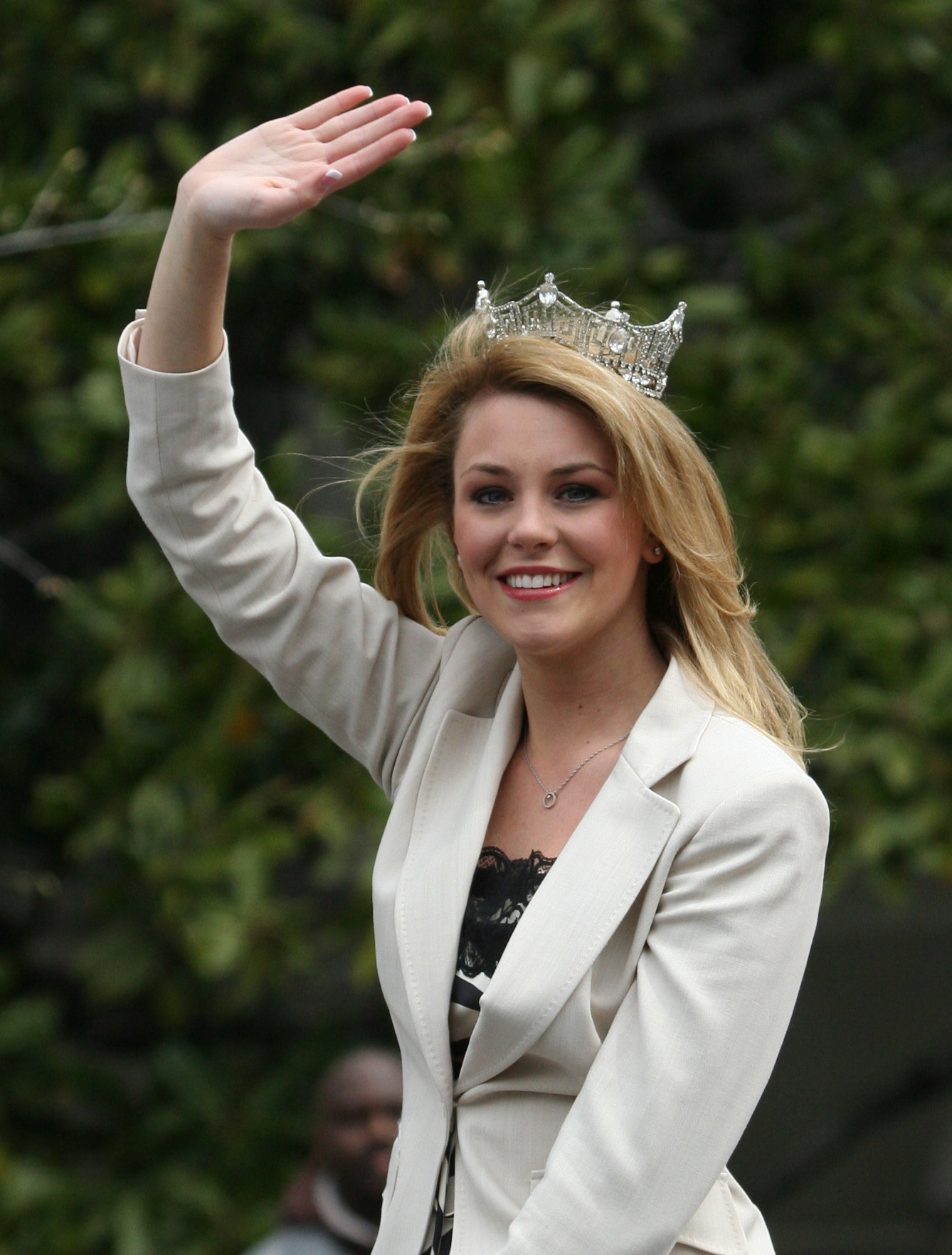
Lauren Nelson, Miss America 2007

| Anno | Miss America            | Provenienza                        |
| ---- | ----------------------- | ---------------------------------- |
| 1921 | Margaret Gorman         | Washington (Distretto di Columbia) |
| 1922 | Mary Campbell           | Columbus (Ohio)                    |
| 1923 | Mary Campbell           | Columbus (Ohio)                    |
| 1924 | Ruth Malcomson          | Filadelfia (Pennsylvania)          |
| 1925 | Fay Lanphier            | Oakland (California)               |
| 1926 | Norma Smallwood         | Tulsa (Oklahoma)                   |
| 1927 | Lois Delander           | Joliet (Illinois)                  |
| 1932 | Dorothy Hann            | Camden (New Jersey)                |
| 1933 | Marian Bergeron         | West Haven (Connecticut)           |
| 1935 | Henrietta Leaver        | Pittsburgh (Pennsylvania)          |
| 1936 | Rose Coyle              | Filadelfia (Pennsylvania)          |
| 1937 | Bette Cooper            | Bertrand Island (New Jersey)       |
| 1938 | Marilyn Meseke          | Marion (Ohio)                      |
| 1939 | Patricia Donnelly       | Detroit (Michigan)                 |
| 1940 | Frances Marie Burke     | Filadelfia (Pennsylvania)          |
| 1941 | Rosemary LaPlanche      | Los Angeles (California)           |
| 1942 | Jo-Carroll Dennison     | Tyler (Texas)                      |
| 1943 | Jean Bartel             | Los Angeles (California)           |
| 1944 | Venus Ramey             | Washington (Distretto di Columbia) |
| 1945 | Bess Myerson            | New York (New York)                |
| 1946 | Marilyn Buferd          | Los Angeles (California)           |
| 1947 | Barbara Jo Walker       | Memphis (Tennessee)                |
| 1948 | BeBe Shopp              | Hopkins (Minnesota)                |
| 1949 | Jacque Mercer           | Litchfield Park (Arizona)          |
| 1951 | Yolande Betbeze         | Mobile (Alabama)                   |
| 1952 | Colleen Kay Hutchins    | Salt Lake City (Utah)              |
| 1953 | Neva Jane Langley       | Macon (Georgia)                    |
| 1954 | Evelyn Margaret Ay      | Ephrata (Pennsylvania)             |
| 1955 | Lee Meriwether          | San Francisco (California)         |
| 1956 | Sharon Ritchie          | Denver (Colorado)                  |
| 1957 | Marian McKnight         | Manning (Carolina del Sud)         |
| 1958 | Marilyn Van Derbur      | Denver (Colorado)                  |
| 1959 | Mary Ann Mobley         | Brandon (Mississippi)              |
| 1960 | Lynda Lee Mead          | Natchez (Mississippi)              |
| 1961 | Nancy Fleming           | Montague (Michigan)                |
| 1962 | Maria Fletcher          | Asheville (Carolina del Nord)      |
| 1963 | Jacquelyn Mayer         | Sandusky (Ohio)                    |
| 1964 | Donna Axum              | El Dorado (Arkansas)               |
| 1965 | Vonda Kay Van Dyke      | Phoenix (Arizona)                  |
| 1966 | Deborah Irene Bryant    | Overland Park (Kansas)             |
| 1967 | Jane Anne Jayroe        | Laverne (Oklahoma)                 |
| 1968 | Debra Dene Barnes       | Moran (Kansas)                     |
| 1969 | Judith Anne Ford        | Belvidere (Illinois)               |
| 1970 | Pamela Anne Eldred      | Birmingham (Michigan)              |
| 1971 | Phyllis Ann George      | Denton (Texas)                     |
| 1972 | Laurie Lea Schaefer     | Columbus (Ohio)                    |
| 1973 | Terry Anne Meeuwsen     | De Pere (Wisconsin)                |
| 1974 | Rebecca Ann King        | Denver (Colorado)                  |
| 1975 | Shirley Cothran         | Fort Worth (Texas)                 |
| 1976 | Tawny Elaine Godin      | Yonkers (New York)                 |
| 1977 | Dorothy Kathleen Benham | Edina (Minnesota)                  |
| 1978 | Susan Perkins           | Columbus (Ohio)                    |
| 1979 | Kylene Barker           | Galax (Virginia)                   |
| 1980 | Cheryl Prewitt          | Ackerman (Mississippi)             |
| 1981 | Susan Powell            | Elk City (Oklahoma)                |
| 1982 | Elizabeth Ward          | Russellville (Arkansas)            |
| 1983 | Debra Maffett           | Anaheim (California)               |
| 1984 | Vanessa L. Williams     | Millwood (New York)                |
| 1984 | Suzette Charles         | Mays Landing (New Jersey)          |
| 1985 | Sharlene Wells          | Salt Lake City, Utah               |
| 1986 | Susan Akin              | Meridian (Mississippi)             |
| 1987 | Kellye Cash             | Memphis (Tennessee)                |
| 1988 | Kaye Lani Rae Rafko     | Monroe (Michigan)                  |
| 1989 | Gretchen Carlson        | Anoka (Minnesota)                  |
| 1990 | Debbye Turner           | Mexico (Missouri)                  |
| 1991 | Marjorie Judith Vincent | Oak Park (Illinois)                |
| 1992 | Carolyn Suzanne Sapp    | Kona (Hawaii)                      |
| 1993 | Leanza Cornett          | Jacksonville (Florida)             |
| 1994 | Kimberly Clarice Aiken  | Columbia (Carolina del Sud)        |
| 1995 | Heather Whitestone      | Birmingham (Alabama)               |
| 1996 | Shawntel Smith          | Muldrow (Oklahoma)                 |
| 1997 | Tara Dawn Holland       | Overland Park (Kansas)             |
| 1998 | Katherine Shindle       | Evanston (Illinois)                |
| 1999 | Nicole Johnson          | Roanoke (Virginia)                 |
| 2000 | Heather French          | Augusta (Kentucky)                 |
| 2001 | Angela Perez Baraquio   | Honolulu (Hawaii)                  |
| 2002 | Katie Harman            | Gresham (Oregon)                   |
| 2003 | Erika Harold            | Urbana (Illinois)                  |
| 2004 | Ericka Dunlap           | Orlando (Florida)                  |
| 2005 | Deidre Downs            | Birmingham (Alabama)               |
| 2006 | Jennifer Berry          | Tulsa (Oklahoma)                   |
| 2007 | Lauren Nelson           | Lawton (Oklahoma)                  |
| 2008 | Kirsten Haglund         | Farmington Hills (Michigan)        |
| 2009 | Katie Stam              | Seymour (Indiana)                  |
| 2010 | Caressa Cameron         | Fredericksburg (Virginia)          |
| 2011 | Teresa Scanlan          | Gering (Nebraska)                  |
| 2012 | Laura Kaeppeler         | Kenosha (Wisconsin)                |
| 2013 | Mallory Hagan           | New York                           |
| 2014 | Nina Davuluri           | New York                           |
| 2015 | Kira Kazantsev          | New York                           |
| 2016 | Betty Cantrell          | Warner Robins (Georgia)            |
| 2017 | Savvy Shields           | Fayetteville (Arkansas)            |
| 2018 | Cara Mund               | Bismarck (Dakota del Nord)         |
| 2019 | Nia Franklin            | New York                           |
| 2020 | Camille Schrier         | Virginia                           |